# Hồ Baringo
Hồ Baringo là một hồ nước nằm ở Thung lũng Tách giãn Lớn, Kenya. Nó nằm ở độ cao 970 mét (3.180 ft) và có diện tích bề mặt là 130 kilômét vuông (50 dặm vuông Anh). Hồ được nuôi dưỡng bởi một số dòng sông như Molo, Perkerra và Ol Arabel và không có cửa thoát nước rõ ràng. Nước được cho là thấm qua các lớp trầm tích và tầng đá núi lửa bị đứt gãy. Đây là một trong hai hồ nước ngọt của Thung lũng Tách giãn Lớn ở Kenya cùng với hồ Naivasha. Vị trí của Baringo nằm ở khu vực xa xôi hẻo lánh, nóng và bụi nhưng nó lại là nhà của hơn 470 loài chim, đáng chú ý có cả các loài hồng hạc di trú và diệc Goliath.

## Mô tả
Hồ nước này là một phần của Đới tách giãn Đông Phi. Phía tây của hồ là các đồi Tugen, là một nhóm các ngọn núi thấp được nâng lên từ đá núi lửa và đá biến chất. Ở phía đông là vách đá Laikipia.
Nước chảy vào hồ bắt nguồn từ vách đá Mau và đồi Tugen. Đây là môi trường sống và nơi ẩn náu quan trọng của hơn 500 loài động vật hoang dã, trong đó có một số loài chim di trú mặt nướcd có tầm quan trọng khu vực và toàn cầu. Hồ cũng cung cấp môi trường sống cho bảy loài cá nước ngọt, một trong số đó là rô phi sông Nin, một loài đặc hữu của hồ. Một số loài động vật đáng chú ý gồm hà mã, cá sấu sông Nin và nhiều loài động vật có vú, lưỡng cư, bò sát và cộng đồng không xương sống khác.
Trong khi trữ lượng cá rô phi sông Nin đang suy giảm xuống mức thấp thì loài cá phổi cẩm thạch được đưa vào hồ từ năm 1974 hiện đang phát triển tốt và đóng vai trò là nguồn cung chính cho các ngư dân quanh hồ. Mực nước đã giảm do hạn hán và tưới quá nhiều. Nước hồ thường đục với trầm tích, một phần do xói mòn đất ở khu vực lưu vực, đặc biệt là trên đồng bằng Loboi nằm ở phía nam hồ.
Hồ có một số đảo nhỏ, lớn nhất trong số đó là đảo Ol Kokwe. Ol Kokwe, một núi lửa đã tuyệt chủng có liên quan đến núi lửa Korosi ở phía bắc hồ là nơi có một số suối nước nóng, mạch phun khí, một số trong đó có lưu huỳnh kết tủa. Một nhóm các suối nước nóng khác xả dọc theo bờ hồ gần Soro, góc đông bắc của đảo.
Gần hồ là một số địa điểm khảo cổ và cổ sinh vật học quan trọng có chứa những hóa thạch Liên họ Người và Tông Người đã được tìm thấy trong chuỗi trầm tích Miocen và Pleistocen.
Thị trấn chính gần hồ là Marigat trong khi các khu định cư nhỏ hơn bao gồm Kampi ya Samaki và Loruk. Khu vực này ngày càng được khách du lịch ghé thăm nhiều hơn. Ở cuối phía nam của hồ là một khu vực có nhiều dân tộc theo chủ nghĩa mục vụ bao gồm Il Chamus, Rendille, Turkana và Kalenjin.